# Boesenbergia ornata
Boesenbergia ornata är en enhjärtbladig växtart som först beskrevs av Nicholas Edward Brown, och fick sitt nu gällande namn av Rosemary Margaret Smith. Boesenbergia ornata ingår i släktet Boesenbergia och familjen Zingiberaceae. Inga underarter finns listade i Catalogue of Life.